# Pakistan op de Olympische Zomerspelen 2024
Pakistan heeft deelnemen aan de Olympische Zomerspelen 2024 in Parijs, Frankrijk.
Voor he eerst sinds 1992 wordt er door Pakistan een medaille gewonnen. De speerwerper Arshad Nadeem wint de gouden medaille in een Olympisch en Aziatisch record. Hij is de eerste individuele olympisch Pakistaanse kampioen, de drie eerdere gouden medailles werden gewonnen door de hockeyelftal.

## Aantal deelnemers
Hieronder volgt een overzicht van de atleten die zich reeds gekwalificeerd hebben voor de Olympische Zomerspelen van 2024.
| Sport       | Mannen | Vrouwen | Totaal |
| ----------- | ------ | ------- | ------ |
| Atletiek    | 1      | 1       | 2      |
| Schietsport | 2      | 1       | 3      |
| Zwemmen     | 1      | 1       | 2      |
| totaal      | 4      | 3       | 7      |

## Medailleoverzicht
| Medaille | Naam          | Sport    | Onderdeel       | Datum      |
| -------- | ------------- | -------- | --------------- | ---------- |
| Goud     | Arshad Nadeem | Atletiek | Speerwerpen (m) | 8 augustus |

## Deelnemers en resultaten

### Atletiek

#### Loopnummers
Vrouwen
| atleet     | onderdeel | voorronde | voorronde | series         | series         | herkansingen | herkansingen | halve finale   | halve finale   | finale         | finale         |
| atleet     | onderdeel | tijd      | rang      | tijd           | rang           | tijd         | rang         | tijd           | rang           | tijd           | rang           |
| ---------- | --------- | --------- | --------- | -------------- | -------------- | ------------ | ------------ | -------------- | -------------- | -------------- | -------------- |
| Faiqa Riaz | 100 m     | 12.49 PB  | 6         | niet geplaatst | niet geplaatst | n.v.t.       | n.v.t.       | niet geplaatst | niet geplaatst | niet geplaatst | niet geplaatst |

#### Technische nummers
| atleet        | onderdeel   | kwalificaties | kwalificaties | finale   | finale |
| atleet        | onderdeel   | afstand       | rang          | afstand  | rang   |
| ------------- | ----------- | ------------- | ------------- | -------- | ------ |
| Arshad Nadeem | speerwerpen | 86,59         | 4Q            | 92,97 OR | Goud   |

### Schietsport
Mannen
| atleet                | onderdeel            | kwalificaties | kwalificaties | finale         | finale         |
| atleet                | onderdeel            | punten        | rang          | punten         | rang           |
| --------------------- | -------------------- | ------------- | ------------- | -------------- | -------------- |
| Gulfam Joseph         | 10 m luchtpistool    | 571           | 22            | niet geplaatst | niet geplaatst |
| Ghulam Mustafa Bashir | 25 m snelvuurpistool | 581           | 15            | niet geplaatst | niet geplaatst |

Vrouwen
| atlete         | onderdeel         | kwalificaties | kwalificaties | finale         | finale         |
| atlete         | onderdeel         | punten        | rang          | punten         | rang           |
| -------------- | ----------------- | ------------- | ------------- | -------------- | -------------- |
| Kishmala Talat | 10 m luchtpistool | 567           | 31            | niet geplaatst | niet geplaatst |
| Kishmala Talat | 25 m pistool      | 579           | 22            | niet geplaatst | niet geplaatst |

Gemengd
| atleten                      | onderdeel              | kwalificaties | kwalificaties | finale         | finale         |
| atleten                      | onderdeel              | punten        | rang          | punten         | rang           |
| ---------------------------- | ---------------------- | ------------- | ------------- | -------------- | -------------- |
| Gulfam Joseph Kishmala Talat | 10 m luchtpistool team | 561           | 14            | niet geplaatst | niet geplaatst |

### Zwemmen
Mannen
| Atleet                 | Onderdeel        | Series  | Series | Halve finale   | Halve finale   | Finale         | Finale         |
| Atleet                 | Onderdeel        | Tijd    | Rang   | Tijd           | Rang           | Tijd           | Rang           |
| ---------------------- | ---------------- | ------- | ------ | -------------- | -------------- | -------------- | -------------- |
| Muhammad Ahmed Durrani | 200 m vrije slag | 1.58,67 | 25     | Niet geplaatst | Niet geplaatst | Niet geplaatst | Niet geplaatst |

Vrouwen
| atlete        | onderdeel        | series  | series | halve finale   | halve finale   | finale         | finale         |
| atlete        | onderdeel        | tijd    | rang   | tijd           | rang           | tijd           | rang           |
| ------------- | ---------------- | ------- | ------ | -------------- | -------------- | -------------- | -------------- |
| Jehanara Nabi | 200 m vrije slag | 2:10.69 | 26     | niet geplaatst | niet geplaatst | niet geplaatst | niet geplaatst |